# 학위
학위(學位)는 대학교와 같은 고등 교육 시설에서 수여 받은 학업 수준을 가리킨다. 보통 어떠한 프로그램의 연구를 성공적으로 마친 결과를 나타낸다. 대학에서는 학부 과정을 졸업한 경우 졸업장과 함께 학위가 주어지지만, 학위와 졸업장은 별개의 것이다.

## 역사

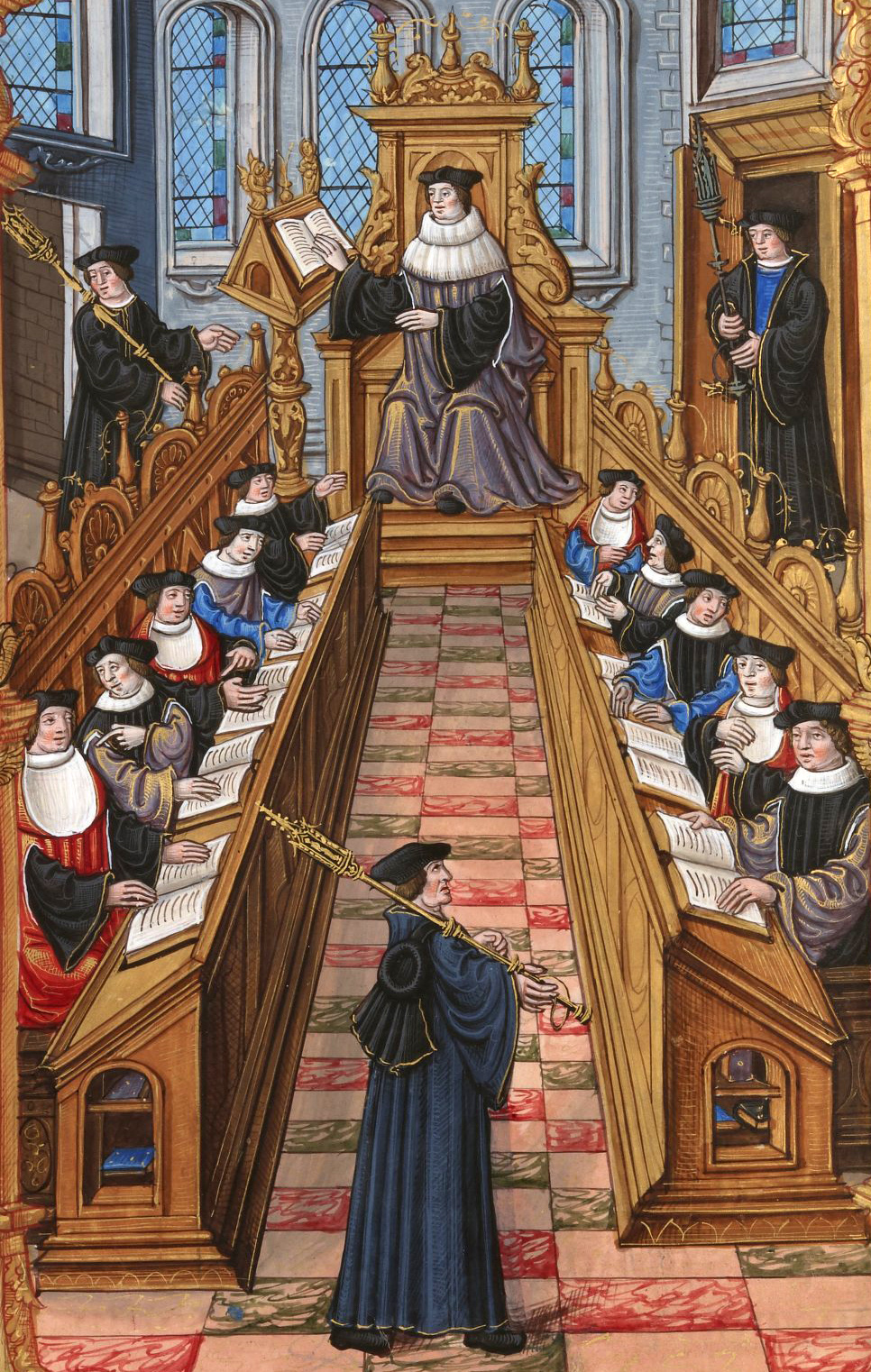
16세기 파리 대학교 박사들의 모임

전국 시대때 박사는 노나라와 송나라의 관직이었다. 진 시황제는 학식이 높고 고금의 사적에 능통한 인물을 박사로 임명해 국정의 고문으로 삼았으며, 한나라에서는 박사를 교육 담당 관리인 학관(學官)으로 임명했다.
고대 중국과 삼국시대의 백제에는 오경박사 제도가 있었는데, 오경박사는 관직의 하나로 사서오경을 가르치는 학자였다. 오경박사의 박사(博士)라는 말은 오늘날의 박사와 같은 뜻으로 한 분야의 전문가라는 뜻이다.
근대적인 학위 체계는 유럽 중세 대학에서 발전했다. 다른 어떠한 유럽의 기관도 전 세계에 유럽 대학의 전통적인 양식을 퍼뜨린 적이 없다. 유럽의 대학들이 주는 학위, 즉 학사, 전문 면허, 석사, 박사는 전 세계 대부분의 사회에서 취하고 있다.

### 박사, 석사와 자격증의 등장
박사(라틴어: doceo 도체오[*], 가르치다)는 중세 유럽의 대학에서 가르치기 위한 자격증(라틴어: licentia docendi 리첸티아 도첸디[*])으로 생겨났다. 박사의 뿌리는 초기 기독교 시대에 성경을 해석하고 가르치던 사도나 교부, 또는 기독교 관계자들을 박사라고 부르던 것에서부터 찾을 수 있다. 자격증을 허락할 수 있는 권한은 교회에 있었는데 지원자들은 시험을 통과하고 충성의 서약을 한 뒤 회비를 내야 했다.
원래 석사와 박사라는 용어는 같은 뜻이었지만, 시간이 흐르면서 박사 학위가 석사 학위보다 높은 자격으로 변했다. 오늘날 석사, 박사와 교수는 학문적 업적의 수준이 상당히 다르지만, 중세 대학에서는 같은 뜻이었으며 대학의 관습별로 같은 학위를 달리 불렀다.
최초의 박사 학위는 신학박사(라틴어: Divinitatis Doctor 디비니타티스 독토르[*], D. D.), 철학박사(D.Phil., Ph.D.)와 의학박사(라틴어: Medicinæ Doctor 메디치내 독토르[*], M.D., D.M.)였는데 이는 모든 대학의 학문이 이 세 분야에서 갈라져 나왔다는 것을 보여준다. 신학과 약학 이외의 학문은 철학으로 분류됐는데, 모든 지식은 경험적인 관찰로부터 나온다는 르네상스 시대의 신념 때문이었다.
파리 대학교는 졸업생들에게 석사라는 표현을 썼으며, 옥스퍼드 대학교와 케임브리지 대학교에서도 쓰기 시작했고 고대 스코틀랜드의 세인트앤드루스 대학교와 글래스고 대학교, 애버딘 대학교, 에든버러 대학교에서도 썼다.

### 학사의 등장
유럽의 중세 대학에서는, 오늘날 자유과로 알려진 삼학 또는 사과를 3년에서 4년동안 공부해서 끝내고 스승의 시험을 통과한 후보자들에게 인문학 학사 학위를 주었다. 그 뒤 더 공부하거나, 학술적인 논쟁에서 성공적으로 의견을 내거나 조정한 사람에게 인문학 석사 학위를 주어 해당 학문 분야에서 가르칠 수 있게 했다. 인문학 석사 학위로 법학, 약학이나 신학의 더 높은 학부에서 공부할 수 있었다.

### 학위 전문 용어의 등장
학위의 이름은 마침내 공부한 분야와 연결됐다. 인문학부나 문법학부의 학자들은 석사라고 불렀고, 신학이나 약학, 법학부의 학자들은 박사라고 불렀다. 인문학이나 문법이 신학이나 약학, 법학 등을 공부하기 위해 필수적으로 필요한 전제 조건이었으므로 박사 학위가 석사 학위보다 더 높은 위치에 있다고 추청됐다. 이것은 철학박사(Ph.D.)가 인문학 석사(M.A.)보다 더 높은 학위라는 근대적인 체계를 낳았다. 18세기와 19세기의 독일 대학들은 철학박사 학위를 연구와 논문을 바탕으로 한 학위로 발전시켰고, 박사를 Ph.D.로 일컫는 표현은 독일의 대학들이 퍼뜨렸다.
프랑스어의 전문 용어는 용어의 원래 의미와 밀접하게 연결돼 있다. 바칼로레아 학위는 중등 교육을 마친 학생들에게 주어졌고 이를 통해 대학에 들어갈 수 있었다. 대학을 졸업했을 때에는 자격증이 주어졌으며 더 높은 단계의 학업을 이어갈 수 있었다. 스페인도 비슷한 구조를 갖고 있었는데, 중등 교육을 마친 자들에게 학사(스페인어: Bachiller)가 주어졌다. 일반적인 스페인 대학교의 5년제 학위는 자격증(스페인어: Licenciado 리첸치아도[*])이었고, 가장 높은 단계는 박사였다.

## 대한민국의 학위
대한민국의 학위제도는 대학교와 대학원에서 수여한다. 정해진 과정을 마치고, 시험 또는 논문을 작성하여 학위를 취득한다.

### 전문학사
전문학사는 대한민국 1997년 개정된 교육법에 따라 수여하기 시작한 학위로 대학교의 2년제 혹은 3년제 과정을 이수한 사람에게 수여한다. 전문학사 학위로 대학원을 진학할수는 없다.

### 학사
학사는 대학교의 4년 과정, 5년 과정, 6년 과정을 마치고 시험 또는 논문이 합격한 사람에게 수여한다. 학사 학위는 대부분 4년제로 이뤄져 있다. 특별히 5년제 건축학과가 있으며, 6년제 의학과 약학과 등이 있다. 80년대까지 학사 논문을 작성하였으나 1990년대부터는 시험제도로 변화하였고, 흔히 졸업시험으로 불리며 학사 시험을 치른다. 학사 과정을 모두 마쳤다고 해도, 시험에 합격하지 못하면 학사 학위를 받지 못한다.

### 전문석사
법학전문석사, 의무전문석사

### 석사
석사 학위과정은 대학교의 대학원 또는 대학원 대학교의 2년 과정, 3년과정, 4년 과정을 마치고 시험 또는 논문이 합격한 사람에게 수여한다. 대학원에서 제공하는 석사학위 과정에는 학사학위를 취득하거나 이와 동등한 학력이 인정된 사람만이 입학할 수 있다. 대부분의 석사 학위는 2년 과정으로 운영되며, 전문적 과정에서만 3년 과정과 4년 과정을 운영한다.
일반 대학원 즉 연구를 중심으로 하는 대학원은 2년 과정으로 학위 과정으로 3학기의 과정을 이수하고 논문자격시험에 합격하고, 1학기 연구 과정에서 논문을 작성하여 통과하면 석사학위를 받는다. 학위명은 연구한 분야의 학문명에 석사를 붙여 부여받는다.
전문대학원 과정일 경우에는 2년 과정이라고 해도 대부분 시험으로 학위를 인정받는다. 3년 과정의 석사과정은 신학전문대학원과 법학전문대학원이 있으며, 목사와 변호사의 전문직을 육성하는 과정이다. 4년 과정은 의학 관련 과정으로 의학전문대학원, 치의학전문대학원, 한의학전문대학원의 전문적 의사를 육성하는 과정이다. 전문대학원의 경우 신학전문대학원은 목학학 석사, 법학전문대학원은 법무석사, 의학전문대학원은 의무석사 학위를 받아 일반대학원의 석사와 다른 학위를 부여받는다.

### 전문박사
법학전문박사

### 박사
박사 학위 과정에는 석사 학위를 받은 사람만이 입학할 수 있다. 연구 중심의 과정으로 국내 대학교의 대부분은 4학기, 즉 2년 기간 동안의 학위과정을 마치고 논문 자격시험에 합격해 수료한 후 7년 안에 연구과정을 통해 박사학위 논문을 제출해야 한다. 연구과정 동안 지도교수 아래에서 연구를 하며 논문을 작성하고, 해당분야 교수들인 심사위원들의 심사과정을 거쳐 박사논문이 통과되어 학위를 받는다. 박사과정은 일반 대학원에서 주관하며, 학위명은 자신이 연구한 분야의 학문명에 박사를 붙여 부여받는다.

## 예복
대부분의 나라에서, 학위를 취득할 때 학위 취득자들은 수여 기관의 특별한 예복을 입어 자신의 위치를 나타낸다. 흔히 학위시에서 입는 예복에는 학위를 나타내는 상징과 학문분야를 나타내는 색상을 사용한다.
대한민국의 경우 학위식에서 착용하는 복장은 예복과 모자이다. 과거 학위 예복과 모자는 모두 검은색이었으나, 2000년대 이후 학교마다 독특한 상징을 붙이거나 예복의 색상을 학교 상징과 맞추며, 모자의 모양도 다양한 형태로 변화하였다. 모자에 장식하는 술 장식의 색상으로 학위를 구분할 수 있는데, 검은색이거나 모자색과 같은 색의 술이 달렸으면 학사이며, 흰색이나 은색은 석사, 노란색이나 금색은 박사를 나타낸다. 그리고 예복의 양팔부위에 아무런 장식이 없으면 학사, 두 개의 직선 문늬가 있으면 석사, 세개의 직선 무늬가 있으면 박사이다.

## 온라인 학위
온라인 학위(영어: Online degree 온라인 디그리[*])는 학교에 직접 가지 않고 일부 또는 전체를 인터넷 사용을 통해 얻는 학위이다. 기술의 발전과 인터넷 사용의 증가, 학교를 다니면서 일도 할 수 있는 탄력적인 학교 시간표를 원하는 사람들의 수요가 전문학사, 학사, 석사, 박사 학위를 수여하는 사이버대학의 빠른 증가를 이끌었다.

## 학위 남발
세계적으로 일부 학교의 경우 학위를 남발한다는 비판을 받고 있으며, 이런 대학교를 학위남발학교 또는 졸업장 공장(영어: Diploma mill 디플로머 밀[*])이라고 한다. 대한민국에서는 학사, 석사, 박사 인원을 국가기관인 교육부에 허가를 취득하고 등록하여 관리하므로 정식 학위를 남발하기는 어렵다. 그러나 미주 지역과 유럽 일부 지역은 학위를 대학교가 직접 관리하므로 이러한 학위남발의 폐해가 발생하기도 한다.
미국처럼 학위를 대학교에서 직접 관리할 경우 불법적 기여입학 학위, 편법 학위 취득과 같은 문제가 발생하기도 하고, 폭로되어 문제가 되기도 한다. 미국의 소규모 사립 대학의 경우는 공공연하게 경제 잡지나 주간지에 단기 학위 취득 과정을 홍보하기도 하며, 공공연히 학위를 남발하는 대학교에 대한 명단이 존재할 정도이다.
국내에서도 사회적으로 명예로운 활동을 하는 인물에게 주는 명예 학위는 정식 학위가 아니므로 교육부에 등록하지 않는다. 이러한 점을 이용해 명예 박사 학위의 경우 대학들이 명예로운 활동 인물이 아닌데도 남발하여 수여하고 있다는 지적이 있다. 해외에서는 학위를 돈을 받고 남발하는 경우에는 학위 장사라고 표현하기도 한다. 가짜 학위 장사는 대학교에서 주관하기도 하지만, 단순히 서류만 조작하는 작업으로 해외 대학교 학위증을 위조하여 판매한다. 국내에서도 다양한 지역 대학교를 졸업하는 인력이 늘면서 가짜 학위증의 문제도 함께 늘어나는 추세이다.

## 같이 보기
- 전문학사
- 학사
- 전문 석사
- 석사
- 전문박사
- 박사
- 졸업장
- 고등 교육
- 명예 학위